# سالفاتوري ايسبوسيتو
سالفاتوري ايسبوسيتو (بالإيطالية: Salvatore Esposito)‏ (3 يناير 1948 في إيطاليا - ) هو لاعب كرة قدم إيطالي في مركز الوسط. لعب مع ريال مدريد وفيورنتينا ونادي إمبولي ونادي سيينا ونادي نابولي وهيلاس فيرونا وAlma Juventus Fano 1906 ‏.

## مسيرته الكروية
لعب سالفاتوري ايسبوسيتو خلال مسيرته الاحترافية مع 6 أندية في ثمانية عشر موسمًا وسجل خلالها 14 هدفًا ضمن 419 مباراة. حيث فاز في موسم واحد بالكأس وفي موسم واحد بالدوري.
خاض سالفاتوري ايسبوسيتو مسيرته مع نادي فيورنتينا في موسم 1966–67 ليلعب معه ستة مواسم، مشاركًا في 109 مباراة سجل خلالها هدفين. ثم انتقل إلى نادي نابولي في موسم 1972–73 ليلعب معه خمسة مواسم، حيث شارك في 128 مباراة سجل خلالها 6 أهداف. لينتقل بعدها إلى نادي هيلاس فيرونا في موسم 1977–78 ولمدة موسمين، مشاركًا في 34 مباراة ولم يسجل أي هدف. ثم انتقل إلى Alma Juventus Fano 1906 ‏ في موسم 1979–80 ولمدة موسمين، مشاركًا في 59 مباراة سجل خلالها هدفًا واحدًا. هذا وانتقل لاحقًا إلى نادي سيينا في موسم 1981–82 لمدة موسم واحد، مشاركًا في 28 مباراة سجل خلالها هدفًا واحدًا أيضًا. ثم انتقل بعدها إلى نادي إمبولي في موسم 1982–83 ولمدة موسمين، مشاركًا في 61 مباراة سجل خلالها 4 أهداف.

## وصلات خارجية
- سالفاتوري ايسبوسيتو على موقع قاعدة بيانات كرة القدم.إي يو (الإنجليزية)
- سالفاتوري ايسبوسيتو على موقع ناشيونال فوتبول تيمز (الإنجليزية)